# Villanueva de la Sierra
Villanueva de la Sierra é um município da Espanha na comarca da Serra de Gata, província de Cáceres, comunidade autónoma da Estremadura, de área 43,6 km². Em 2021 tinha 470 habitantes (densidade: 10,8 hab./km²).
Localiza-se na Serra de Gata. Todos os anos realiza-se ali a Festa da Árvore mais antiga do mundo, onde se plantam árvores como castanheiros, bananeiras, loureiros e salgueiros.

## Demografia
| Variação demográfica do município entre 1991 e 2004 [carece de fontes?] | Variação demográfica do município entre 1991 e 2004 [carece de fontes?] | Variação demográfica do município entre 1991 e 2004 [carece de fontes?] | Variação demográfica do município entre 1991 e 2004 [carece de fontes?] |
| ----------------------------------------------------------------------- | ----------------------------------------------------------------------- | ----------------------------------------------------------------------- | ----------------------------------------------------------------------- |
| 1991                                                                    | 1996                                                                    | 2001                                                                    | 2004                                                                    |
| 718                                                                     | 638                                                                     | 639                                                                     | 588                                                                     |